# Fižolar
Fižolar ali fižolov hrošč (znanstveno ime Acanthoscelides obtectus) je vrsta hroščev, ki velja za skladiščnega škodljivca, predvsem na fižolu.
Vrsta izvira iz centralne Amerike, od koder so jo s pošiljkami fižola raznesli po celem svetu.

## Opis in biologija
Fižolar ima ovalno telo in doseže v dolžino med 3 in 4,5 mm, po drugih avtorjih pa med 2 in 5 mm. Hrošček je temne, skoraj črne barve, pokrovke in vratni ščit so pokrite z drobnimi dlačicami neenakih barv, ki na ta način tvorijo temnejše ali svetlejše pege. Pokrovke ne pokrivajo zadka v celoti. Noge so rumenordeče, tipalke pa rdečerjave barve.
Samice na fižolova zrna ali med njih, na polju pa v stroke, skupno odložijo med 50 in 200 mlečnobelih jajčec ovalne oblike, ki so dolga 0,60 mm in široka 0,25 mm.  Običajno samica naenkrat odloži med 2 in 20 jajčec. Iz jajčeca se po 3 do 45 dnevih izležejo belkastorumene ličinke z rjavo glavo in debelim, zavitim telesom, ki zrastejo do 6 mm. V prvem stadiju ima ličinka tri pare nog, pozneje pa noge izginejo. Buba je umazanobele barve, iz nje pa po 9 do 29 dneh izleti odrasel hrošč.